# Christophe Gaffory
Christophe Gaffory, né le 10 mai 1988, est un footballeur français jouant au poste d'avant-centre avec le FC Balagne  après avoir été formé au SC Bastia. 

## Biographie

### En sélection
Il participe à un stage avec l'équipe de France des moins de 18 ans en février 2006, au CTNFS de Clairefontaine, aux côtés d'Anthony Modeste et Étienne Capoue.
Le 6 juin 2009, il inscrit son premier but lors de sa première sélection avec la Corse, face au Congo.

#### Buts en sélection
| N° | Date        | Lieu                                  | Adversaire | Score | Résultat | Compétition |
| -- | ----------- | ------------------------------------- | ---------- | ----- | -------- | ----------- |
| 1. | 6 juin 2009 | Stade Ange Casanova, Mezzavia, France | Congo      | 1–0   | 1-1      | Amical      |

## Statistiques en championnat
| Année     | Equipe          | Championnat | Matchs | Buts |
| --------- | --------------- | ----------- | ------ | ---- |
| 2006-2007 | SC Bastia       | Ligue 2     | 2      | 1    |
| 2007-2008 | SC Bastia       | Ligue 2     | 15     | 0    |
| 2008-2009 | SC Bastia       | Ligue 2     | 2      | 1    |
| 2009-2010 | SC Bastia       | Ligue 2     | 31     | 7    |
| 2010-2011 | Vannes OC       | Ligue 2     | 5      | 1    |
| 2011-2012 | Vannes OC       | National 1  | 25     | 3    |
| 2012-2013 | Vannes OC       | National 1  | 21     | 5    |
| 2013-2014 | Vannes OC       | National 1  | 24     | 3    |
| 2014-2015 | Stade Bordelais | National 2  | 18     | 4    |
| 2015-2016 | Stade Bordelais | National 2  | 21     | 2    |
| 2016-2017 | Borgo FC        | National 3  | 17     | 7    |
| 2017-2018 | FC Bastia-Borgo | National 2  | 12     | 0    |
| 2018-2019 | FC Balagne      | Régional 1  |        |      |
| 2019-2020 | FC Balagne      | National 3  |        |      |

Dernière mise à jour le 23 septembre 2020

## Palmarès
En mai 2010 il remporte la Corsica Football Cup avec la Corse.